# Kwiat pułapkowy

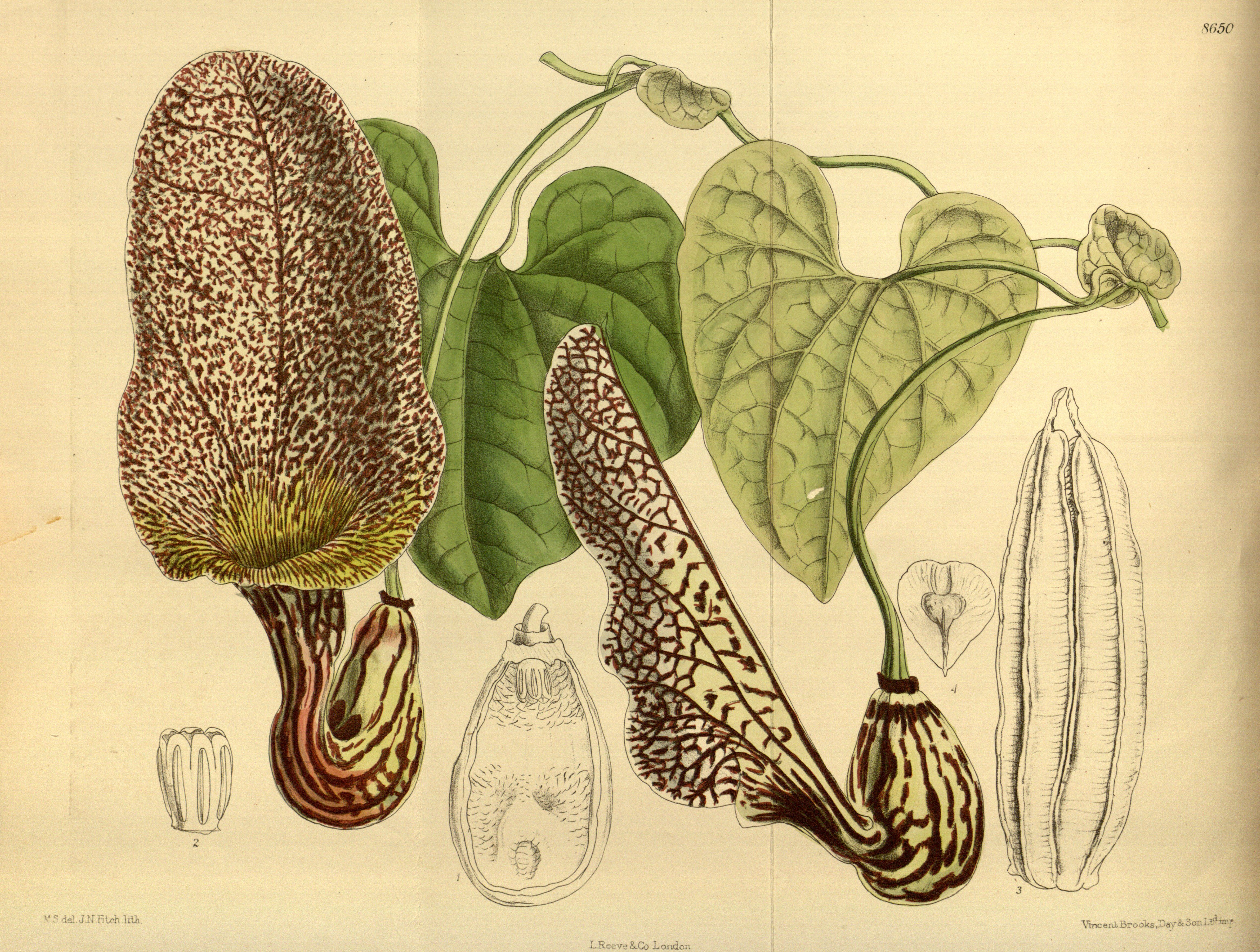
Kwiaty pułapkowe kokornaku

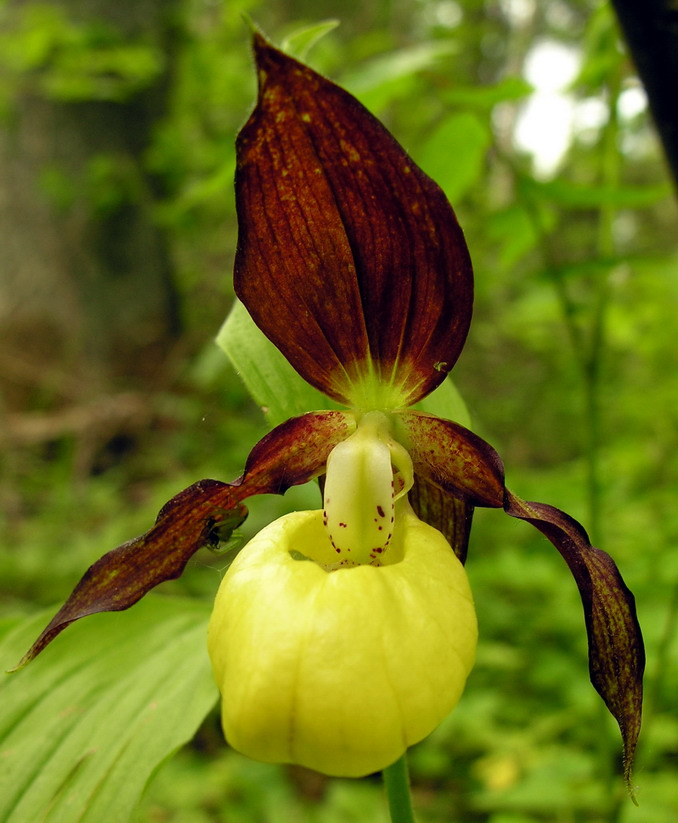
Kwiaty pułapkowe obuwika pospolitego

Kwiat pułapkowy – kwiat przystosowany do chwytania owadów i zatrzymywania ich w swoim wnętrzu tak długo, by dokonały zapylenia przyniesionym pyłkiem i zabrały dalej zebrany pyłek.
Rośliny mające kwiaty pułapkowe to np. kokornak i obuwik.